# Strogi naravni rezervat
Strogi naravni rezervat (IUCN kategorija Ia) in  naravno območje (IUCN kategorija Ib) sta najvišji kategoriji zavarovanega območja, ki jih priznava Svetovna komisija za zavarovana območja (WCPA), ki je del Svetovne zveze za varstvo narave (IUCN). Ta območja kategorije I so najstrožje zavarovane naravne pokrajine.

## Namen
Strogi naravni rezervati in naravna območja so zavarovana območja, ki jih ustanovijo in upravljajo za namene raziskovanja ali zaščite večjih, nepoškodovanih območij divjine. Njihov osnovni namen je ohranjanje biotske raznovrstnosti in  izvajanje znanstvenoraziskovalnega dela ter okoljskega monitoringa.
- IUCN kategorija Ia strogi naravni rezervati so običajno ustanovljeni izključno za znanstvenoraziskovalno delo.
- IUCN kategorija Ib naravna območja so definirana kot "večja neokrnjena ali rahlo spremenjena območja, ki ohranjajo svoj naravni značaj, brez stalnega ali pomembnega človeškega vpliva, ki so zavarovana in upravljana z namenom ohranitve njihovega naravnega stanja."

Uporaba in motenje sta strogo nadzorovani. Rezultat je, da je strogi naravni rezervat pogosto jedro cone z naravnimi območji, ki imajo vlogo tamponskega območja. Podoben koncept uporabljajo tudi narodni parki (ki so IUCN kategorije II), in tudi za Unescovo svetovno dediščino.

## Zavarovana območja

### Avstrija
V Avstriji je edino območje, ki je bilo označeno z IUCN kategorijo I zavarovano območje:
- Urwald Rothwald (IUCN Ia) v Wildnisgebiet Dürrenstein (Ib), Spodnje Avstrijski Eisenwurzen

### Nemčija
V njihovi nacionalni strategiji za biološko diverziteto do leta 2020, ki je bila objavljena leta 2007, je nemška zvezna vlada postavila cilje, ki naj bi dovolila 2% območja Nemčije naravni in neokrnjen razvoj naravnih območij.

### Združene države Amerike
V ZDA so naravna območja najstrožje zavarovana območja. Ustanovljena so z zakonom v skladu z Wilderness Act of 1964, ki ga je sprejel Kongres Združenih držav Amerike. Območje mora biti veliko vsaj 20 km² (z izjemo otokov) v katerega se lahko dostopa samo čez 750 naravnih območij.

### V Sloveniji
V Sloveniji imamo 6 strogih naravnih rezervatov:
- Iški morost (IUCN Ia)
- Barje Ledina (IUCN Ia) - na Jelovici
- Ribniki v dolini Drage (IUCN Ia)
- Goriški mah (IUCN Ia)
- Strajanov breg (IUCN Ia)
- Rastišče Rakitovca (IUCN Ia) - Središče ob Dravi